# Enpi
Enpi (燕飛?, letteralmente "rondine che vola", spesso traslitterato come empi o chiamato semplicemente enpi nuke) è uno dei principali kata del karate dello stile shotokan.
Ancora noto in altri stili come Itosu-Wanshū (versione del Wanshū sviluppata da Ankō Itosu), venne ribattezzato da Gichin Funakoshi negli anni Venti quando questi si trasferì nell'entroterra giapponese. La sua forma originaria viene comunemente attribuita a Sappushi Wang Ji (letto appunto Wanshū, nella pronuncia di Okinawa), ufficiale cinese che aveva servito sull'isola. Un'altra ipotesi suggerisce che sia il prodotto di uno scambio tra gli abitanti di Okinawa e le cosiddette 36 Famiglie Cinesi ivi immigrate nel tardo Trecento. Infine, alcuni maestri ritengono sia basato sulle tecniche di spada di Sasaki Kojirō.
Fa parte dei "kata di stile" e viene talvolta insegnato già a partire dal secondo kyū.
Enpi è un kata che si basa su movimenti veloci e rapidi, fianchi forti e tecniche di taglio, trasmettendo leggerezza e dinamicità. Sarebbe errato, però, concentrarsi troppo sulla velocità perché non si sposa con l’abilità delle tecniche. Si aggiungono, infatti, tecniche più lente per bilanciare i tempi. Enpi è abbastanza duro da padroneggiare e ha molti movimenti singolari. Il muoversi da una parte all’altra dà un ritmo paragonabile, come dice il nome, a una rondine.